# كورنيليا هوغلاند
كورنيليا هوغلاند (بالإنجليزية: Cornelia Hoogland)‏ (1952)؛ كاتِبة وشاعرة كندية.